# ツバメ (YOASOBIの曲)
「ツバメ」は、日本の音楽ユニットYOASOBIの楽曲。配信限定シングルとして2021年10月25日に各種音楽配信サービスにてリリースされた。

## 概要
YOASOBIの配信限定シングルとしては前作「大正浪漫」に続く13作目の楽曲であり、 NHKの子供向けSDGs番組シリーズ『ひろがれ!いろとりどり』のテーマソングとなっているほか、NHK『みんなのうた』の2021年10月・11月のオンエア楽曲にもなっている。本楽曲は6歳から19歳までの子供たちを対象にした原作の物語を募集するプロジェクト「YOASOBIとつくる　未来のうた」でグランプリに選ばれた、乙月ななによる「小さなツバメの大きな夢」が原作となった。同作は、オスカー・ワイルドの小説『幸福な王子』を下敷きとしている。歌唱には小学校1年生から5年生までの5人の小学生で結成されたユニットである「ミドリーズ」が参加している。
ジャケットデザインは、「夜に駆ける」、「群青」に引き続き、3度目のタッグとなっている藍にいなが手掛けた。また、同楽曲のミュージックビデオも藍にいなが担当する。
2022年6月4日よりNPB・東京ヤクルトスワローズの主催公式戦でも公式ダンスパフォーマンスチーム「Passion」が5回終了時にこの曲に合わせて「ツバメダンス」を披露している。
2022年7月には、NHK Eテレの番組『ヒャダ×体育のワンルーム☆ミュージック』とのコラボレーションとして初音ミク歌唱版の楽曲データの一部を公開し、視聴者が自由にリミックスして発表する企画が行われ、企画に投稿されたリミックス曲は2022年9月10日放送のYOASOBIがゲスト出演の回に番組の中で紹介された。
また、2022年7月3日にミドリーズのみが歌うバージョンがダウンロードおよびサブスクリプションで配信され、同月27日にはミドリーズのみによる歌唱の『ツバメ』を含むアルバム『「ツバメ」と「SDGsのうた」』がリリースされた。

## テレビ披露
2021年12月2日にNHK総合で放送された『SONGS』のスタジオライブにて、「ラブレター」「大正浪漫」と共に披露された。また、12月31日に放送された第72回NHK紅白歌合戦でのカラフル特別企画「日本全国 大みそかの夜はカラフルに!」内にて、YOASOBI with ミドリーズとして本曲が披露されている。

## カバー
- 東京スカパラダイスオーケストラ - NHK『みんなのうた〜ひろがれ!いろとりどり』で「スカパラバージョン」としてカバー。ミドリーズと長濱ねるが歌唱に、東京都立片倉高等学校吹奏楽部が演奏に参加している[15]。
- NHK東京児童合唱団 - NHK『みんなのうた〜ひろがれ!いろとりどり』で「合唱バージョン」としてカバー[16]。アルバム『「ツバメ」と「SDGsのうた」』に収録されている[17]。
- 花譜 - NHK『みんなのうた〜ひろがれ!いろとりどり』で「沼ハマバージョン」としてカバー[18]。

## The Swallow
「The Swallow」（ザ・スワロー）は、日本の音楽ユニットYOASOBIの楽曲。配信限定シングルとして2022年11月4日にリリースされた。

### 解説
「ツバメ」の英語版楽曲であり、英語版楽曲としては5作目となり、前作の「Blue」以来約1年ぶりのリリースとなる。
リリースと同日に藍にいなが手掛けたYOASOBI版のミュージックビデオが公開され、11月7日からNHK Eテレで放送されているSDGs番組『あおきいろ』にて、国際協力機構が支援する世界23ヶ国の子どもたちと、セサミストリートのキャラクターも登場するミュージックビデオの放送が開始された。また、NHK『みんなのうた〜ひろがれ!いろとりどり』でも12月の歌として放送された。